# جيمس إتش. برادي
جيمس إتش. برادي هو سياسي أمريكي، ولد في 12 يونيو 1862 في مقاطعة إنديانا في الولايات المتحدة، وتوفي في 13 يناير 1918 في واشنطن العاصمة في الولايات المتحدة. نشط حزبياً في الحزب الجمهوري.

## مناصب
- انتخب عضو مجلس الشيوخ الأمريكي [الإنجليزية]‏ عن دائرة Idaho Class 3 senate seat ‏ وقد انضم خلال فترته النيابية [الإنجليزية]‏ (4 مارس 1917 – 13 يناير 1918) للكتلة البرلمانية الحزب الجمهوري.
- انتخب عضو مجلس الشيوخ الأمريكي [الإنجليزية]‏ عن دائرة Idaho Class 3 senate seat ‏ وقد انضم خلال فترته النيابية [الإنجليزية]‏ (4 مارس 1915 – 4 مارس 1917) للكتلة البرلمانية الحزب الجمهوري.
- انتخب عضو مجلس الشيوخ الأمريكي [الإنجليزية]‏ عن دائرة Idaho Class 3 senate seat ‏ وقد انضم خلال فترته النيابية [الإنجليزية]‏ (4 مارس 1913 – 4 مارس 1915) للكتلة البرلمانية الحزب الجمهوري.
- انتخب عضو مجلس الشيوخ الأمريكي [الإنجليزية]‏ عن دائرة Idaho Class 3 senate seat ‏ وقد انضم خلال فترته النيابية [الإنجليزية]‏ (6 فبراير 1913 – 4 مارس 1913) للكتلة البرلمانية الحزب الجمهوري.
- انتخب Governor of Idaho  [لغات أخرى]‏ (4 يناير 1909 – 2 يناير 1911).
- انتخب عضو مجلس الشيوخ الأمريكي [الإنجليزية]‏ (6 فبراير 1913 – 13 يناير 1918).